# 压缩氢气
压缩氢气（CH2、CGH2或CGH2）是在壓力下的氣態氫元素。氫氣箱中的压缩氢气壓力為350巴（5,000 psi），若是氫氣車中的氫氣儲存設備，壓力為700巴（10,000 psi）。压缩氢气用來作燃料气体。

## 基礎設施
在氫管線運輸及压缩氢气长管拖车中都有用到压缩氢气。

## 外部連結
- COMPRESSED HYDROGEN INFRASTRUCTURE PROGRAM ("CH2IP")